# 耿伯钊

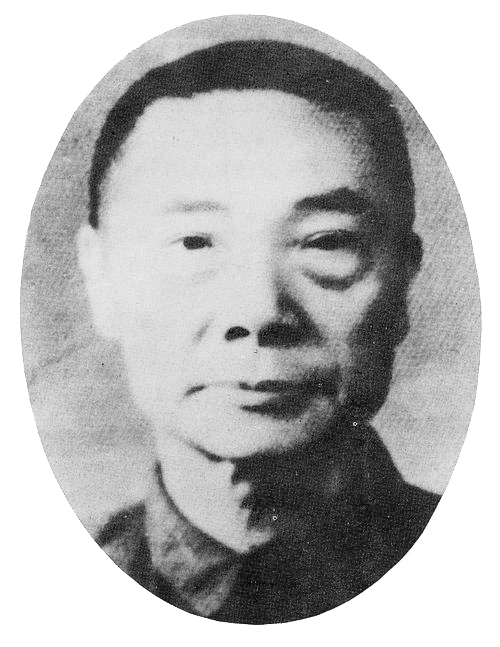

耿伯钊（1883年—1957年8月27日）字觐文，湖北安陆人。中国民主革命家，中华民国及中华人民共和国政治人物。

## 生平
1898年，耿伯钊中秀才。后来，他考入武昌经心书院。1903年，他参加乡试中副榜。任德安府各属同乡会文书，并参与主持武昌花园山聚会。同年，他参与筹组华兴会。1904年自费留学日本，入日本陆军士官学校骑兵科。1905年，他加入中国同盟会，组织丈夫团并任主席。1908年任南京南洋陆军讲武堂堂长，北洋督练公所教练处帮办、《北洋军事杂志》总纂、陆军部军事编辑等职务。1911年，任西军指挥舒兴阿的副官长。同年武昌起义爆发后，他回到京准备策应。
中华民国成立后，1912年他任南京临时政府总统府军事秘书兼陆军部顾问官。南北议和成功后，他任南京留守府参谋长兼第一处处长。后来，他随孙中山到北京同袁世凯商讨国事。1913年二次革命期间，他任总司令部参谋长兼兵站总督，参加沪军讨袁。讨袁失败后，他流亡日本。1916年，耿伯钊归国，入黎元洪总统府任职。
1926年后，他历任国民革命军总司令部高等顾问、湖北省电信监督、国民政府军事参议院参议、参军处中将参军等职。1932年6月，他任鄂豫皖剿匪总司令部党政委员会委员。此后他长期不再参与政务活动。 
1948年4月，耿伯钊任湖北省政府委员。当时，中国人民解放军已进逼武汉外围，中共地下党积极活动。耿伯钊、张难先、李书城等辛亥革命元老于1948年底发起湖北和平运动。   
中华人民共和国成立后，耿伯钊任湖北省人民政府参事室主任、湖北省政协副主席。1957年6月，耿伯钊同新华社记者进行了两次谈话，谈话全文刊登于新华社内参。在谈话中，耿伯钊提出应当“加强法制工作”，认为《中华人民共和国宪法》有了，但宪法不能代替具体的法律法规，民法、刑法必不可少，必须建立法治，使人人懂法并树立守法的观念。
1957年8月27日，耿伯钊病逝于武昌。 